# Mayburgh

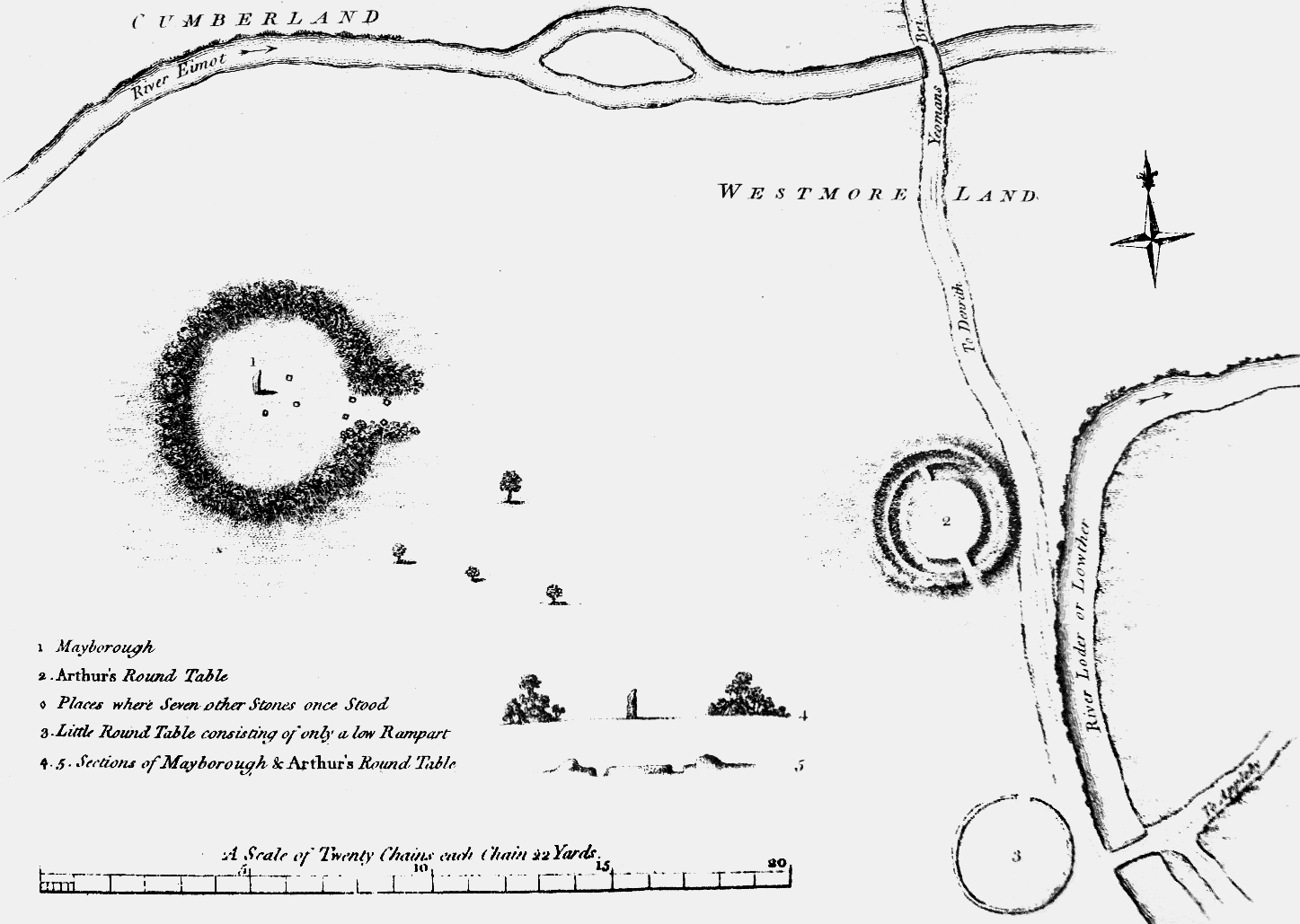
Plan de 1769 par Thomas Pennant, avec Mayburgh et la Table ronde du roi Arthur.

Mayburgh est un henge préhistorique situé à l’extérieur du village britannique d’Eamont Bridge, dans le comté anglais de Cumbria, à une centaine de mètres de l’autoroute M6. Le site fait partie des propriétés de l’English Heritage.

## Description
Le site se compose d’un amoncellement en anneau circulaire de pierres prises des rivières avoisinantes, l’Eamont et Lowther. Il mesure 6,5 mètres de haut et un peu moins 50 mètres à sa base, avec un diamètre théorique d’environ 117 mètres. À l’intérieur se trouve un monolithe unique de 2,8 mètres de haut. Selon Thomas Pennant, il y avait au début du XVIIIe siècle quatre pierres dressées au centre (marquées sur son plan de 1769), et quatre autres à l'entrée, mais son contemporain Robert Hutchinson écrit en 1773 : « Les habitants du voisinage disent que de mémoire d’homme, deux autres pierres de nature similaire formaient avec la pierre encore présente une sorte d’angle, mais comme elles étaient problématiques pour la terre, elles ont été détruites et enlevées. »
Aucune fouille complète n’a été effectuée sur le site, aussi est-il difficile de dater précisément le site. Des haches du Néolithique et de l’âge du bronze ont cependant été trouvées à proximité. Il n’y a pas non plus d’explication sur le pourquoi de la construction de ce site, mais la proximité de la confluence des rivières Eamont et Lowther fait penser qu’il aurait pu servir de point d’échange sur une route commerciale au Néolithique, vers le site de production de haches de la vallée de Great Langdale (en).
La Table ronde du roi Arthur, un autre henge, est située à 400 mètres de là, et un troisième existait plus au sud. Un obélisque de granite nommée la Pierre du Millénaire (Millenium Stone) a été érigé à proximité, pour marquer le passage à l’an 2000.